# 吉吉
吉吉（1970年—），女，藏族，西藏林芝人，中华人民共和国登山家，国际级运动健將。

## 生平
吉吉是西藏自治区林芝县（今林芝市巴宜区）人。1984年，吉吉进入西藏体工大队田径队。1989年8月，登上海拔6330米的唐拉昂曲峰顶峰。1992年，参加中日联合攀登队，登顶海拔6500米的姜桑拉姆I峰。1996年，参加中日联合攀登队，登顶海拔7320米的绰木拉日峰。1999年5月，为了取第六届全国少数民族运动会圣火，吉吉与丈夫仁那一起登上海拔8848.13米的珠穆朗玛峰，成为中国第一对同时登顶珠穆朗玛峰的夫妻。2000年，获全国妇联评为“全国三八红旗手”，获西藏自治区妇联评为“全区三八红旗手”。
2002年，参加中日联合登山队，登上海拔8201米的卓奥友峰，后被选举为西藏自治区人大代表。2003年10月参加西藏第三届登山大会，登上海拔7024米的念青唐古拉第三峰。2005年3月，参加中国女子登山队珠穆朗玛峰高程测量活动，于2005年5月22日再次登上珠穆朗玛峰，为此获体育运动荣誉奖章一枚。同年，获西藏自治区妇联评为全区“三八红旗手”，任全国青联委员，被评为“全国十大杰出青年候选人”。2005年，丈夫仁那在攀登第14座8000米以上山峰迦舒布鲁姆I峰途中遇难。
2006年，获评为“当代十大徐霞客”。2006年9月，获北京体育大学运动训练专业录取，接受本科教育。2007年7月12日，带着与丈夫仁那在珠穆朗玛峰的合影，和“十四座探险队”队员一起登顶巴基斯坦海拔8068米的世界第十一高峰迦舒布鲁姆I峰，成为登顶该峰的第一位中国女登山家。这里也是她丈夫仁那遇难的地方。
2008年5月8日，2008年北京奥运会圣火抵达珠穆朗玛峰峰顶，第一棒火炬手吉吉将奥运火炬传递给中国登山队队长王勇峰。在她登上珠穆朗玛峰峰顶后，她成为世界上第一个三次成功登顶珠穆朗玛峰的华人女性。